# Pascuala Corona
Pascuala Corona (Ciudad de México,  21 de marzo de 1917 -  20 de enero de 2015) fue el pseudónimo de la narradora, escritora, investigadora, promotora cultural, ilustradora y recopiladora de relatos mexicanos populares Teresa Castelló Yturbide.

## Biografía
Adopta el alias de Pascuala Corona como homenaje a su nana, quien también fue nana de su abuela, originaria de Pátzcuaro, Michoacán, pues era la que le contaba cuentos de pequeña cuando vivió en provincia; bajo este nombre firma su obra dirigida al público infantil. Fue en 1945 que pública su primer libro infantil Cuentos mexicanos para niños.
Sus cuentos de La Leyenda de la china poblana y Mi abuela Romualda fueron elegidos para formar parte de las bibliotecas escolares de todo México.

## Estudios
A finales de la década de 1950 entró a la Escuela Nacional de Pintura, Escultura y Grabado "La Esmeralda" buscando perfeccionar su técnica de pintura en caballete y poder realizar de una manera más profesional las ilustraciones de sus libros, ilustraciones que firmaba bajo el pseudónimo de Girasola

### Tradiciones mexicanas
Sin embargo, no sólo se dedicaba a la literatura infantil sino que también realizó varias investigaciones sobre cultura popular, artesanía y vestidos de los pueblos originarios de México volviéndose una especialista en el arte popular mexicano. Como investigadora trabajó con diferentes grupos de artesanas, y artesanos, y se especializó en el estudio del arte textil indígena y todo su contexto, desde las mujeres que elaboraban los textiles hasta el análisis de los materiales que los componen;  su interés se destacó en el conocimiento de las fibras y los textiles.
Escribió más de 30 libros, artículos de arte y tradiciones mexicanas; además fue conferencista, asesora de investigadores y trabajadora social. Sus libros han sido publicados, y coeditado, por entidades mexicanas como el Museo Franz Mayer, Artes de México, CONACULTA, SEP y el INAH; ha trabajado con personas del Fomento Cultural Banamex, Banca Serfin e Inbursa.
En 1988 funda la asociación Pro-Seda para apoyar al cultivo de la morera y la crianza de gusanos de seda con un grupo de mujeres mixtecas en San Mateo Peñasco, una comunidad de Oaxaca.

## Obras

### Cuentos infantiles
- 1945. Cuentos mexicanos para niños
- 1951. Cuentos de rancho
- 1958. Fiestas
- 1985. Tres colorantes prehispánicos
- 1986. Cuentos de Pascuala
- 1987. El niño dulcero
- 1987. Sangalote
- 1992. El pozo de los ratones y otros cuentos al calor del fogón
- 1992. Señor Don Gato
- 1996. La fasterita
- 1998. El morralito de ocelote
- 2003. Baulito de cuentos contados por Pascuala Corona
- 2005. Leyenda de la china poblana
- 2006. Mi abuela Romualda
- 2007. Isidro Labrador, quita el agua  y pon el sol
- 2009. Quetzalcóatl y la hormiga maicera

### Estudios del arte textil indígena
- 1960. Traje Indígena en México (dos volúmenes)
- 1965. Traje indígena en México, colaboración con Carlota Mapelli Mozzi
- 1971. El rebozo
- 1987. El rebozo y el sarape, colaboración con Virginia Armella de Aspe
- 1988. Colorantes naturales de México, colaboración con Ignacio y Armella Borja Martínez
- 1988. Historia de México a través de la indumentaria, colaboración con Armella e Ignacio Borja Martínez
- 1989. La tejedora de vida, colaboración con Carlota Mapelli Mozzi
- 1990. Historia y arte de la seda en México: siglos XVI-XX colaboración con Teresa de Maria y Campos
- 1997. El rebozo durante el virreinato
- 2008. Una geografía del rebozo
- 1970. Biombos mexicanos
- 1986. Presencia de la comida prehispánica, muestra la continuidad cultural de la cocina indígena en México
- 1998. La chaquira, colaboración con Carlota Mapelli Mozzi
- 2000. Libro de cocina del hermano fray  Gerónimo de San Pelayo: México, siglo XVIII, en colaboración con Elsa Cecilia Frost, Cristina Barros y Marco Buenrostro

## Premios
- 1972. Es invitada, por Inés Amor a exponer 21 de sus obras en la Galería de Arte Mexicano
- 1987 Premio White Ravens por Tres colorantes prehispánicos
- 1993. Premio Antoniorrobles por El morralito de ocelote
- 2010. Premio Bellas Artes para Cuento Infantil Juan de la Cabada
- 2014. Medalla UNESCO Marie Curie por su trayectoria